# Трубачёв, Николай Иванович
Ни́колай Ива́нович Трубачёв (укр. Микола Іванович Трубачов; род. 20 мая 1957, Молотов) — советский и украинский футболист, украинский футбольный тренер.

## Биография до тренерства
В бытность игроком выступал за клубы «Цементник» (Липецк) и «Электросила» (Ленинград), также за армейские команды московского, северокавказского и прибалтийского военных округов. Начинал играть в Липецке, первым тренером был Николай Фёдорович Паршин.
Окончил Ленинградский Военный институт физической культуры в 1979, тренировал армейские команды до увольнения в звании подполковника в 1996 году
Был арбитром национальной категории и судил матчи на Украине до 45 лет, что не позволяло ему тренировать профессиональные команды.

## Карьера тренера
До окончания судейской карьеры работал юношеским тренером команды «Смена-Оболонь». После этого работал на различных должностях в команде мастеров «Оболонь».
20 февраля 2009 был приглашён в тренерский штаб «Арсенал» (Харьков). В этом клубе Трубачёв совмещал обязанности тренера вратарей и тренера по физической подготовке. 13 апреля того же года Н. В. Трубачёёв утверждён в должности главного тренера этой команды.
После окончания сезона 2008/09 покинул Харьков и перешёл на аналогичную должность в «Буковину». 12 ноября 2009 года был уволен со своего поста. Команда шла на 2 месте после 13 туров с 24 очками. Сезон же окончила под руководством Вадима Зайца с 48 очками после 20 игр в результате чего победила в первенстве Второй лиги 2009/10.
2 августа 2010 года был назначен главным тренером клуба Высшей лиги чемпионата России МФК «Липецк». Параллельно с этим работал тренером по физической подготовке местного «Металлурга». Дошёл с «Липецком» до 1/8 финала Кубка России.
14 января 2011 года покинул пост главного тренера МФК «Липецк» и перешёл на должность старшего тренера в ФК «Калуга».
В мае 2011 года сдал экзамен на получение тренерской категории Pro в Киеве. Его лицензия действует до 31 декабря 2013 года.
19 июля 2012 года на предсезонной пресс-конференции объявлен Геннадием Шиловым де-юре главным тренером пермского «Амкара» в связи с тем, что у Рустема Хузина не имеется тренерской лицензии Pro. Контракт до конца сезона 2012/13 был подписан тем же утром. 17 января 2013 года появилось сообщение о расторжении контракта.

## Достижения
Вторая лига Украины по футболу:
- Победитель (1 раз): 2009/10.